# Campionati mondiali di badminton 2013
I campionati mondiali di badminton 2013 (in inglese 2013 BWF World Championships) sono stati la 20ª edizione dei campionati mondiali di badminton.
La competizione si è svolta dal 5 all'11 agosto a Canton, in Cina.

## Medagliere
| Posiz. | Nazione       | Oro | Argento | Bronzo | Totale |
| ------ | ------------- | --- | ------- | ------ | ------ |
| 1      | Cina          | 2   | 2       | 4      | 8      |
| 2      | Indonesia     | 2   | 0       | 0      | 2      |
| 3      | Thailandia    | 1   | 0       | 0      | 1      |
| 4      | Corea del Sud | 0   | 1       | 3      | 4      |
| 5      | Danimarca     | 0   | 1       | 1      | 2      |
| 6      | Malaysia      | 0   | 1       | 0      | 1      |
| 7      | India         | 0   | 0       | 1      | 1      |
| 7      | Vietnam       | 0   | 0       | 1      | 1      |
| Totale | Totale        | 5   | 5       | 10     | 20     |

## Podi
| Evento              | Oro                            | Argento                      | Bronzo                                  |
| Singolare maschile  | Lin Dan                        | Lee Chong Wei                | Du Pengyu                               |
| Singolare maschile  | Lin Dan                        | Lee Chong Wei                | Nguyễn Tiến Minh                        |
| Singolare femminile | Ratchanok Intanon              | Li Xuerui                    | Bae Yeon-ju                             |
| Singolare femminile | Ratchanok Intanon              | Li Xuerui                    | P. V. Sindhu                            |
| Doppio maschile     | Hendra Setiawan Mohammad Ahsan | Mathias Boe Carsten Mogensen | Cai Yun Fu Haifeng                      |
| Doppio maschile     | Hendra Setiawan Mohammad Ahsan | Mathias Boe Carsten Mogensen | Kim Ki-jung Kim Sa-rang                 |
| Doppio maschile     | Wang Xiaoli Yu Yang            | Eom Hye-won Jang Ye-na       | Christinna Pedersen Kamilla Rytter Juhl |
| Doppio maschile     | Wang Xiaoli Yu Yang            | Eom Hye-won Jang Ye-na       | Tian Qing Zhao Yunlei                   |
| Doppio misto        | Tontowi Ahmad Lilyana Natsir   | Xu Chen Ma Jin               | Shin Baek-cheol Eom Hye-won             |
| Doppio misto        | Tontowi Ahmad Lilyana Natsir   | Xu Chen Ma Jin               | Zhang Nan Zhao Yunlei                   |